# Polypodium liebmannii
Polypodium liebmannii är en stensöteväxtart som beskrevs av Carl Frederik Albert Christensen. Polypodium liebmannii ingår i släktet Polypodium och familjen Polypodiaceae. Inga underarter finns listade.